# Joseph Kehren

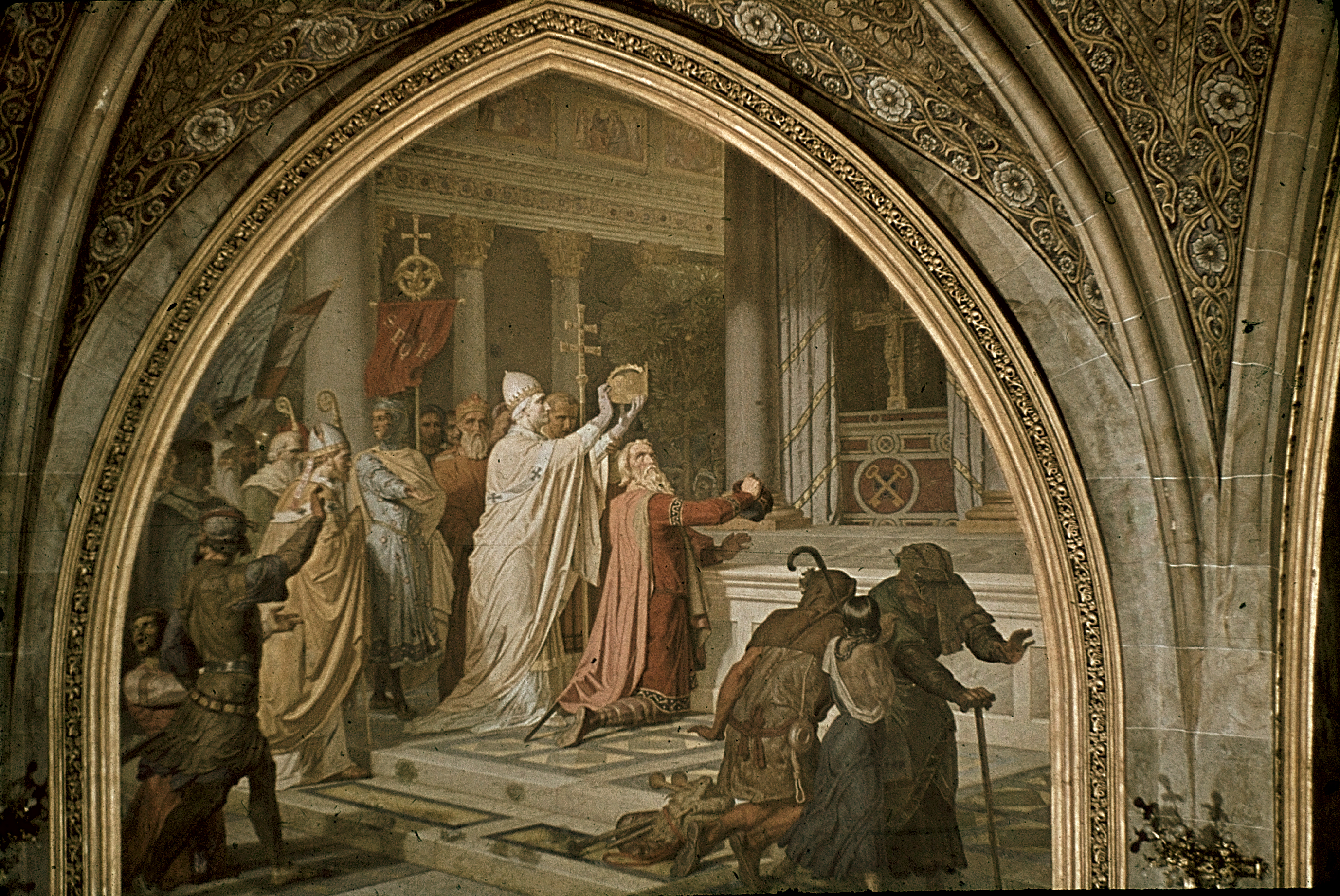
Karl den stores kröning, 1944 förstörd fresk i Aachens rådhussal.

Joseph Kehren, född den 30 maj 1817 i Hülchrath, död den 12 maj 1880 i Düsseldorf, var en tysk historiemålare. 
Kehren kom 1834 till Düsseldorf, där han av Schadow, akademiens direktör, upptogs som medhjälpare. Sitt första självständiga verk, Sankta Agnes, målat för ett slottskapell, utförde han 1839. Därefter kom flera altartavlor, varjämte han målade kyrkofanor och hjälpte andra konstnärer med utförande av freskobilder. Då Alfred Rethel, som skulle måla en cykel bilder ur Karl den stores historia i Aachens rådhussal, 1852 blev sinnessjuk, fick Kehren i uppdrag att fullborda verket, som han avslutade 1862. Han försökte därvid att i stil och färg hålla sig så nära den förre mästaren som möjligt, men oaktat all samvetsgranhet led han åtskilligt orättvist tadel för sitt sätt att gå till väga. Kehren slog sig sedan ned i Düsseldorf och hade där den olyckan att genom akademibyggnadens brand, 1872, förlora alla sina i den förvarade arbeten och studier. Såsom en hjälp i nöden erhöll han av staten uppdrag att tillsammans med en olycksbroder, historiemålaren Commans, måla aulan till ett lärarseminarium i Moers, der han i en frisartad väggmålning framställde världshistoriens förlopp före Kristus samt vidare från Kristi gravläggning till Karl den store. Fortsättningen överlämnades åt protestantiska konstnärer. Bland hans övriga arbeten märks Mater dolorosa (1872) och Saulus vid Stephanus lik (1873). Carl Rupert Nyblom skriver i Nordisk familjebok: "I alla sina verk var han strängt katolsk i sin uppfattning". Nyblom tillägger: "K. ... egde en lefvande fantasi, men i sin karakteristik gick han ibland ända till bisarreri. Hans färg var kraftig och kompositionen skickligt afpassad. Derjämte var han en god atelierlärare och hade flere elever, ehuru han aldrig erhöll någon offentlig lärareplats."